# El espejo de la bruja (serie de televisión)
El espejo de la bruja (en hangul, 마녀보감; romanización revisada, Manyeobogam) es una serie de televisión surcoreana de ficción histórica emitida en 2016, inspirada en el libro de medicina de la era Joseon, el famoso Dongui Bogam (동의보감) publicado por el médico real Heo Jun en 1610. La historia de la serie se centra en un joven médico que ayuda a una joven princesa embrujada a quitar su hechizo que ha cargado por toda su vida involuntariamente y así cambiar su destino.
Es protagonizada por Yoon Shi Yoon, Kim Sae-ron, Lee Sung-jae, Yum Jung-ah y Kwak Si-yang. Fue transmitida por JTBC desde el 13 de mayo hasta el 16 de julio de 2016, con una longitud de 20 episodios emitidos cada viernes y sábados a las 20:30 (KST).

## Argumento
La reina Shim (Jang Hee Jin) era incapaz de tener hijos, decidiendo ir donde la chamán Hong Joo (Yum Jung Ah) para ayudarla a tener un hijo. Mediante  magia negra, la chamán Hong Joo, le otorga a la reina, la capacidad de tener a los gemelos Soon Hoe (Yeo Hoe Hyun) y Seo Ri (Kim Sae Ron), pero a diferencia de Soon Hoe, Seo Ri es abandonada con un hechizo, creciendo a escondidas, ya que la reina, la consideraba como muerta.
La entonces princesa Seo Ri abandonada en las montañas, es acogida por el padre de Poong Yeon (Kwak Si Yang) quien le permite quedarse con ellos. Poong Yeon, Choi Hyun Seo (Lee Sung-jae) y Yeon Hee (anteriormente Seo Ri) se convierten en los mejores amigos. Mientras ella crece como bruja, trata incansablemente de quitarse el hechizo, conociendo al médico real Heo Jun (Yoon Shi Yoon) que al tener lazos con el palacio, podría ayudarla a recuperar el lugar que le corresponde.

## Reparto

### Personajes principales
- Yoon Shi Yoon como Heo Jun.[4]
  - Kim Kap-soo como Heo Jun (después de 40 años) - cameo.
- Kim Sae Ron como Princesa Seo Ri / Yeon Hee.[4]
- Lee Sung-jae como Choi Hyun-seo.
- Yum Jung Ah como Chaman Hong Joo.
- Kwak Si Yang como Poong Yeon.

### Personajes secundarios
- Jang Hee Jin como Reina Shim.
- Lee Ji Hoon como Rey Seonjo.
- Yeo Hoe Hyun como Principe heredero Soon Hoe.
- Lee Yi Kyung como Yo Kwang.
- Jo Dal Hwan como Heo Wok.
- Moon Ga Young como Sol Gae.
- Choi Sung Won como Dong Rae.[5]
- Hwang Mi Young como So Yaeng.
- Min Do Hee como Soon Duk.
- Jung Yoo-min como Hwa-jin.[6]

### Otros personajes
Apariciones especiales
- Jung In-sun como Hae Ran.
- Lee David como Rey Myung-jong.
- Nam Da-reum como el discípulo de Heo Jun.
- Yoon Bok-in como Señor Wok.
- Kim Hee-jung como la Señora Kim.
- Jun Mi-sun como Señor Son.
- Ahn Kil-kang como Monje (ep. #20).
- Hwang Young-hee.
- Kim Ji-eun como una kisaeng.

## Emisión internacional
- Estados Unidos: Tan-TV (2016).